# Oenocarpus mapora
El pusuy, ciamba o cinamillo (Oenocarpus mapora) es una palmera que crece a menos de 1 000 m de altitud en el bosque húmedo tropical, desde Costa Rica hasta la Amazonia.

## Descripción
Cespitosa con pocos tallos de color marrón a gris, que alcanzan hasta 10 m de altura y 50 cm de diámetro. La corona está formada por 8 hojas con raquis hasta de 2,5 m de longitud y aproximadamente 50 pinnas de cada lado, cada una de hasta 60 cm de largo y 6 cm de ancho. Inflorescencia con pedúnculo de 5 cm y raquis de 5 a 7 cm de largo con 50 a 55 raquilas de hasta 40 cm y flores amarillentas. Los frutos son ovoides, de 3 cm de largo por 1,5 cm de diámetro y color morado negruzco. es una planta original del parque nacional Yasuní]

## Usos
El mesocarpio de los frutos es comestibles y machacado sirve para fabricar bebidas; además es rico en aceites. El raquis y otras partes de las hojas se usan para cestería.

## Taxonomía
Oenocarpus mapora  fue descrita por Gustav Karl Wilhelm Hermann Karsten y publicado en Linnaea 28: 274–275. 1856[1857].
Etimología
Oenocarpus: nombre genérico compuesto por oinos = "vino" y karpos = "frutos", en referencia al uso de la fruta para hacer una bebida.
mapora: epíteto
Sinonimia
- Oenocarpus multicaulis Spruce, J. Linn. Soc., Bot. 11: 42 (1869).
- Oenocarpus dryanderae Burret, Notizbl. Bot. Gart. Berlin-Dahlem 11: 865 (1933).
- Oenocarpus panamanus L.H.Bailey, Gentes Herb. 3: 71 (1933).
- Oenocarpus macrocalyx Burret, Notizbl. Bot. Gart. Berlin-Dahlem 11: 1043 (1934).
- Oenocarpus mapora subsp. dryanderae (Burret) Balick, Syst. Econ. Bot. Oenocarpus-Jessenia: 110 (1986).[6]